# Mount Whiting
Mount Whiting är ett berg i Antarktis. Det ligger i Västantarktis. Argentina, Chile och Storbritannien gör anspråk på området. Toppen på Mount Whiting är 1 499 meter över havet, eller 418 meter över den omgivande terrängen. Bredden vid basen är 10,4 km.
Terrängen runt Mount Whiting är huvudsakligen kuperad. Trakten är obefolkad. Det finns inga samhällen i närheten.